# Rødby Kirke
Rødby Kirke er en kirke i byen Rødby på det sydlige Lolland.

## Historie
Kirken er bygget mellem år 1225 og 1300. Oprindelig er den opført som en almindelig romansk kirke af mursten, bestående af kor og et skib med senere tilbygget våbenhus. Den nuværende kirke er bygget i 1889. Døbefonten er fra 1858 af sandsten, og prædikestolen er ca. fra 1580.